# Daredevil (sèrie)
|  | Per a altres significats sobre Daredevil, vegeu «Daredevil (desambiguació)». |

Daredevil és una sèrie de suspens i acció de vigilantes basada en la historieta de Marvel Comics que duu el mateix nom. Aquesta versió fou estrenada l'any 2015, produïda i distribuïda per a i mitjançant la plataforma en línia Netflix.

## Història

### Cronologia
La sèrie té la particularitat que succeeix en paral·lel i connecta amb d'altres sèries basades amb els còmics de Marvel i que també han produït Netflix, com ara Luke Cage, Jessica Jones i Iron Fist. Tot i que totes tenen històries pròpies, comparteixen una gran trama i personatges que els faran la vida impossible, com Madame Gao, com d'altres que resultaran essencials, com Claire Temple. L'any 2017, els protagonistes de les quatre sèries finalment van creuar les seves vides en una nova sèrie que va rebre el nom The Defenders, per tal d'afrontar l'enemic comú a Nova York.
L'ordre cronològic de totes les històries que es van creuant és el següent:
1. Daredevil, temporada 1.
2. Jessica Jones, temporada 1.
3. Daredevil, temporada 2.
4. Luke Cage, temporada 1.
5. Iron Fist, temporada 1.
6. The Defenders, temporada 1.
7. The Punisher, temporada 1.

### Argument
Daredevil comença relatant la història d'un advocat cec, Matt Murdock (interpretat per Charlie Cox), amb ganes d'obrir un bufet d'advocats amb el seu millor amic i company de professió (interpretat per Elden Henson) al conflictiu barri Hell's Kitchen de Manhattan, Nova York, on diversos clans com la màfia local, juntament amb la màfia russa, les tríades i els yakuzes fan sagnar i delmar el barri gràcies al tràfic de drogues, d'armes, extorsions, tràfic de persones i l'especulació urbanística, tot això, amb l'emparament d'algunes autoritats que tenen untades les mans amb els diners del crim organitzat.

## Repartiment

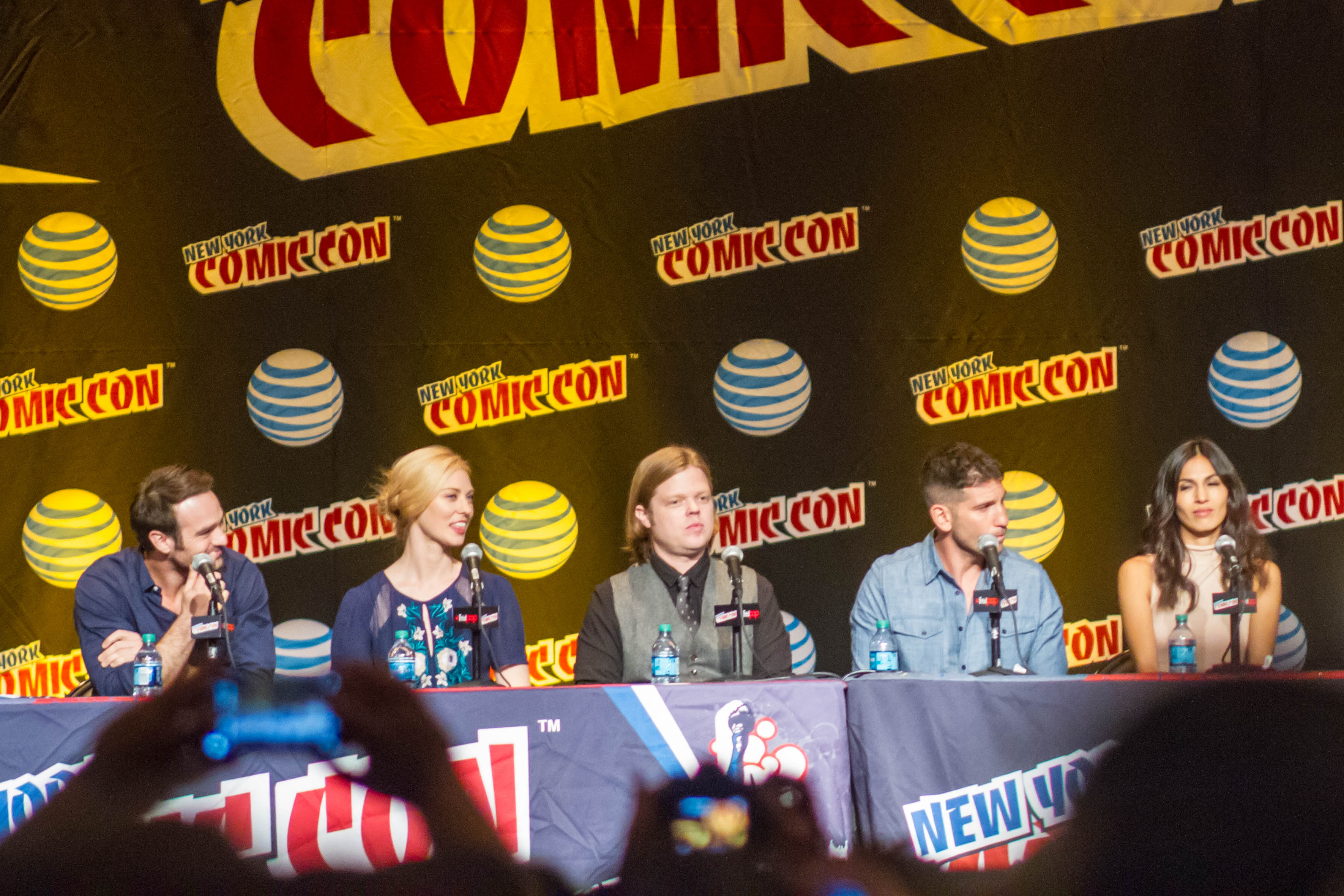
Alguns protagonistes de la sèrie, d'esquerra a dreta: Matt Murdock, Karen Page, Foggy, Punisher, Elektra.

Actors destacats de les diferents temporades de la sèrie, amb els seus papers i la seva relació amb les demés històries que flueixen en paral·lel i que comparteixen el fil de la trama final.
| Nom              | Altres noms                   | Rol                                               | Actor              | Daredevil | Iron Fist | Luke Cage | Jessica Jones | The Punisher | The Defenders |
| ---------------- | ----------------------------- | ------------------------------------------------- | ------------------ | --------- | --------- | --------- | ------------- | ------------ | ------------- |
| Matt Murdock     | Matty/ Daredevil/ Devil/ Red  | Advocat que encara a Daredevil.                   | Charlie Cox        | Sí        | No        | No        | No            | x            | Sí            |
| Franklin Nelson  | Fog/ Foggy Nelson/ Foggy Bear | Advocat, company i amic íntim de Matt Murdock.    | Elden Henson       | Sí        | No        | No        | No            | x            | Sí            |
| Karen Page       | -                             | Companya de feina de Matt i Franklin              | Deborah Ann Woll   | Sí        | No        | No        | No            | x            | Sí            |
| Madame Gao       | -                             | Líder de la màfia xinesa.                         | Wai Ching Ho       | Sí        | Sí        | No        | No            | x            | Sí            |
| Wilson Fisk      | King / Kingpin                | Un dels líders de la màfia local.                 | Vincent D'Onofrio  | Sí        | No        | No        | No            | x            | No            |
| Brett Mahoney    | -                             | Sergent/Detectiu de la policia.                   | Royce Johnson      | Sí        | No        | No        | Sí            | x            | No            |
| Frank Castle     | The Punisher                  | Veterà de guerra.                                 | Jon Bernthal       | Sí        | No        | No        | No            | x            | No            |
| Elektra Natchios | -                             | Empresària i kunoichi.                            | Elodie Yung        | Sí        | No        | No        | No            | x            | Sí            |
| Nobu Yoshioka    | -                             | Un dels líders de la màfia japonesa.              | Peter Shinkoda     | Sí        | No        | No        | No            | x            | No            |
| Claire Temple    | -                             | Infermera del Metro-General Hospital.             | Rosario Dawson     | Sí        | Sí        | Sí        | Sí            | x            | Sí            |
| James Wesley     | -                             | Mà dreta de Wilson Fisk.                          | Toby Leonard Moore | Sí        | No        | No        | No            | x            | No            |
| Ben Urich        | -                             | Periodista d'investigació del New York Bulletin.  | Vondie Curtis-Hall | Sí        | No        | No        | No            | x            | No            |
| Leland Owlsley   | -                             | Comptable de la màfia.                            | Bob Gunton         | Sí        | No        | No        | No            | x            | No            |
| Stick            | -                             | Un dels líders de la resistència contra The Hand. | Scott Glenn        | Sí        | No        | No        | No            | x            | Sí            |
| Turk Barrett     | -                             | Traficant.                                        | Rob Morgan         | Sí        | No        | Sí        | No            | x            | Sí            |
| Samantha Reyes   | -                             | Fiscal de districte de Manhattan.                 | Michelle Hurd      | Sí        | No        | No        | Sí            | x            | No            |
| Blake Tower      | -                             | Fiscal de districte de Manhattan.                 | Stephen Rider      | Sí        | No        | Sí        | No            | x            | No            |
| Lantom           | -                             | Pare de la Catedral de Sant Patrici.              | Peter McRobbie     | Sí        | No        | No        | No            | x            | Sí            |
| Jeryn Hogarth    | Jeri Hogarth                  | Advocada.                                         | Carrie-Anne Moss   | Sí        | Sí        | No        | Sí            | x            | Sí            |
| Marci Stahl      | -                             | Advocada i ex parella de Fogy Nelson.             | Amy Rutberg        | Sí        | No        | No        | No            | x            | Sí            |
| Vanessa Marianna | -                             | Directora d'una galeria i parella de Fisk.        | Ayelet Zurer       | Sí        | No        | No        | No            | x            | No            |
| Shirley Benson   | -                             | Cap de planta del Metro-General Hospital.         | Suzanne H. Smart   | Sí        | Sí        | No        | No            | x            | No            |

## Temporades

### Temporada 1
La primera temporada va ser estrenada l'any 2015 a la plataforma digital Netflix i va servir per explicar l'inici d'en Matt Murdock, com de mica en mica va anar tenint una doble vida, encarnant a un soldat enmasquerat, a més de com va arribar a obrir el gabinet d'advocats juntament amb el seu soci, Foggy Nelson. Amb el pas dels capítols, de tant en tant, mitjançant flashbacks, s'anava veient moments clau de la seva infantesa per tal de saber com ha arribat a ser qui és, com va succeir el fatal accident, com va ser el seu entrenament i la seva gran relació i admiració que tenia cap el seu difunt pare, una història que seria clau en el desenvolupament de la seva personalitat. També es veu la progressió com a persona, els grans dubtes que té sobre si és correcte el que fa i com intenta conviure amb les seves dos personalitats.
| Capítol | Títol                     | Director           |
| ------- | ------------------------- | ------------------ |
| 1       | Into the Ring             | Phil Abraham       |
| 2       | Cut Man                   | Phil Abraham       |
| 3       | Rabbit in a Snowstorm     | Adam Kane          |
| 4       | In the Blood              | Ken Girotti        |
| 5       | World on Fire             | Farren Blackburn   |
| 6       | Condemned                 | Guy Ferland        |
| 7       | Stick                     | Brad Turner        |
| 8       | Shadows in the Glass      | Stephen Surjik     |
| 9       | Speak of the Devil        | Nelson McCormick   |
| 10      | Nelson v. Murdock         | Farren Blackburn   |
| 11      | The Path of the Righteous | Nick Gomez         |
| 12      | The Ones We Leave Behind  | Euros Lyn          |
| 13      | Daredevil                 | Steven S. DeKnight |

### Temporada 2
La segona temporada va ser estrenada l'any 2016. La història es reprèn poc després del destronament de Wilson Fisk amb un Daredevil, sense tants complexos, menys dubitatiu, més bregat en la batalla. Té un equipament tant defensiu com ofensiu millorat i un Murdock, de dia, que ha refet la bona relació amb el seu company i amic Foggy i Karen, i aquest cop, amb molta més clientela degut al ressò de l'escàndol de la màfia que van destapar a la primera temporada. Tot i això, la seva política de només ajudar la gent necessitada i innocent, els fa tocar la fallida. Al mateix temps, amb en Fisk i la mà de ferro que dominava els baixos fons de la ciutat, el buit de poder que va deixar és disputat per tots els grups i clans de la ciutat, com ara els irlandesos, que comencen a traçar els objectius per tal de tornar a ser els amos d'aquest barri tal com ja ho havien estat anys enrere. La segona temporada també serveix per descobrir esdeveniments importants del passar de Murdock i que gent que havia conegut i que tindrien un paper molt rellevant en l'actualitat i futur, així com el conflicte intern que cada cop es fa més gran sobre si realment hauria de seguir sense matar a cap dels seus enemics o seguir com ara, deixant-los només inconscients o mal ferits.
| Capítol | Títol                             | Director          |
| ------- | --------------------------------- | ----------------- |
| 1       | Bang                              | Phil Abraham      |
| 2       | Dogs to a Gunfight                | Phil Abraham      |
| 3       | New York's Finest                 | Marc Jobst        |
| 4       | Penny and Dime                    | Peter Hoar        |
| 5       | Kinbaku                           | Floria Sigismondi |
| 6       | Regrets Only                      | Andy Goddard      |
| 7       | Semper Fidelis                    | Ken Girotti       |
| 8       | Guilty as Sin                     | Michael Uppendahl |
| 9       | Seven Minutes in Heaven           | Stephen Surjik    |
| 10      | The Man in the Box                | Peter Hoar        |
| 11      | .380                              | Stephen Surjik    |
| 12      | The Dark at the End of the Tunnel | Euros Lyn         |
| 13      | A Cold Day in Hell's Kitchen      | Peter Hoar        |

### Temporada 3
La tercera i darrera temporada es va emetre l'any 2018. Quan Wilson Fisk surt de la presó, Murdock ha de decidir entre amagar-se del món o abraçar la seva vida com a heroi vigilant. S'adapten lliurement elements de la història del arc argumental de còmic "Born Again" publicat a Daredevil #227-233 escrita per Frank Miller i dibuixada per David Mazzucchelli.
| Capítol | Títol               | Director           |
| ------- | ------------------- | ------------------ |
| 1       | Resurrection        | Marc Jobst         |
| 2       | Please              | Lukas Ettlin       |
| 3       | No Good Deed        | Jennifer Getzinger |
| 4       | Blindsided          | Alex Garcia Lopez  |
| 5       | The Perfect Game    | Julian Holmes      |
| 6       | The Devil You Know  | Stephen Surjik     |
| 7       | Aftermath           | Toa Fraser         |
| 8       | Upstairs/Downstairs | Alex Zakrzewski    |
| 9       | Revelations         | Jennifer Lynch     |
| 10      | Karen               | Alex Garcia Lopez  |
| 11      | Reunion             | Jet Wilkinson      |
| 12      | One Last Shot       | Phil Abraham       |
| 13      | A New Napkin        | Sam Miller         |

## Crítica
Aquesta adaptació del còmic va ser molt ben rebuda per la crítica i usuaris, esdevenint molt més fosca que d'altres versions i on es veu un Daredevil més humà, més traumatitzat, que comet errors i un personatge que s'allunya de la sensació d'invencibilitat, desmarcant-se d'altres versions com Daredevil, la pel·lícula dirigida per Mark Steven Johnson i protagonitzada per Ben Affleck i que va rebre una allau de males crítiques.

## Nominacions i premis
Premis i nominacions més destacats:
| Any  | Premi                | Categoria                                 | Resultat |
| ---- | -------------------- | ----------------------------------------- | -------- |
| 2015 | Entertainment Weekly | Millor actor secundari: Vincent D'Onofrio | Nominat  |
| 2015 | Premis Emmy          | Millor obertura de sèrie                  | Nominat  |
| 2015 | Premis Emmy          | Millors efectes especials                 | Nominat  |
| 2015 | Premis Emmy          | Millor banda sonora                       | Nominat  |
| 2016 | Premis Saturn        | Millor sèrie                              | Guanyat  |
| 2017 | Premis Saturn        | Millor sèrie                              | Nominat  |
| 2017 | Premis Saturn        | Millor actor: Charlie Cox                 | Nominat  |

## Banda sonora
La sèrie compta amb música creada pel compositor John Paesano, guanyador d'un Annie Award i Braden Kimball, amb qui va col·laborar per compondre la melodia d'obertura de la sèrie. També inclou temes com la cançó Many Rivers to Cross de Jimmy Cliff i l'ària Nessun dorma de l'òpera Turandot composta per Giacomo Puccini.